# 엠프러스 오브
엠프러스 오브(Empress Of)는 미국의 싱어송라이터, 음반 프로듀서이다.

## 음반 목록
- Me (2015)
- Us (2018)